# Jérome Sillem

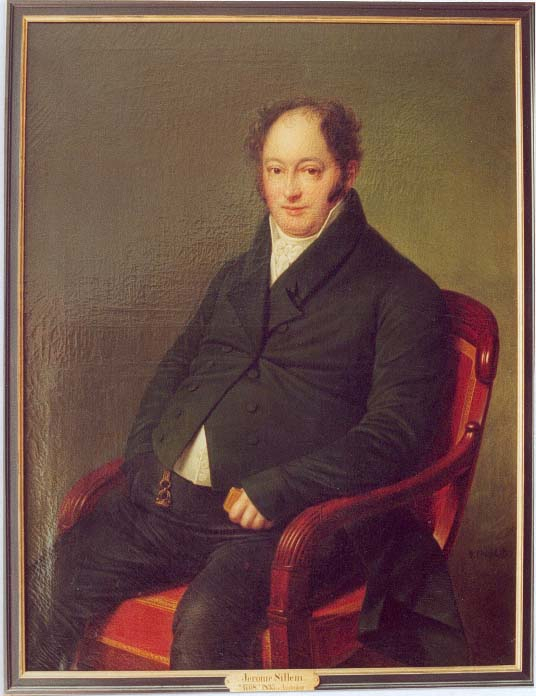
Jérome Sillem

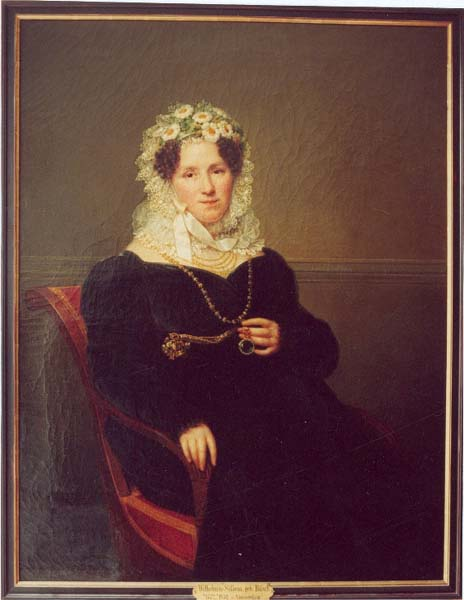
Wilhelmine Sillem-Büsch

Jérome Sillem (correcte benaming: Hieronymus Sillem) (Hamburg, 27 juli 1768 – Amsterdam, 19 april 1833) was een 19e-eeuwse bankier en in die hoedanigheid een belangrijk firmant bij de Bankiersfirma Hope & Co.

## Achtergrond
Jérome Sillem was de zoon van Garlieb Helwig Sillem (1728-1801) en Louise Maria Matthiessen (1749-1826). Zijn vader was firmant bij de bankfirma Matthiessen, Sillem & Co. te Hamburg. Jérome Sillem was lid van de Heynse tak van het geslacht Sillem. Hij groeide op in Hamburg. Hij was een volle neef van Martin Garlieb Sillem (1769-1831), burgemeester van Hamburg van 1829 tot 1831.

## Levensloop
Jérome Sillem trouwde te Hamburg op 29 mei 1795 met Wilhelmine Büsch (1772-1852), dochter van de hoogleraar Johann George Büsch en Margarethe Auguste Schwalb. Uit het huwelijk werden 14 kinderen geboren, waarvan er drie jeugdig zijn overleden. De carrières van vijf zoons worden hierna besproken, daarnaast wordt een impressie van het leven van dochter Olga Emilie Sillem gegeven. De uit het huwelijk geboren dochters parenteerden de Sillems aan de families Borski, Melvil, Odier en Luden.
In Amsterdam kocht Sillem in 1815 voor 66.000 gulden een statig huis: Herengracht 478, dat voor een periode van 115 jaar tot 1930 door de familie bewoond zou worden. Het kantoor van de bank werd gevestigd boven het bijbehorende koetshuis aan de Keizersgracht waar het tot 1898 zou blijven. Toen werd er op die plaats een nieuw kantoorgebouw gebouwd. Na Jérome Sillem zouden nog drie generaties Sillem elkaar opvolgen als firmant van de bank Hope & Co.

## Spaarnhove

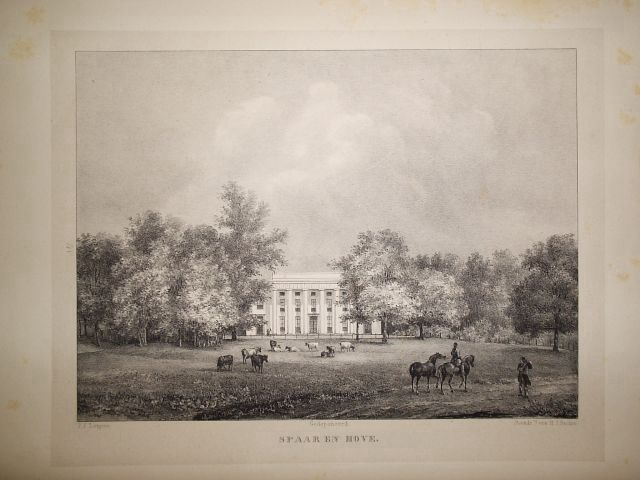
Spaarnhove (gemeente Schoten). Litho uit de serie 'Gezigten in de omstreken van Haarlem, naar de natuur getekend en op steen gebragt door P. J. Lutgers 1837-1844

Daar Sillem het bankiershuis Hope & Co, destijds gevestigd aan de Keizersgracht 444-446, diende te vertegenwoordigen, ontving hij 's zomers op zijn buitenplaats Spaarnhove (gemeente Schoten) ten noorden van Haarlem samen met zijn echtgenote behalve familie en vrienden ook vele gasten zoals internationale handelspartners en politici. Hij kocht de hofstede in 1812 (hoewel ook wel het jaar 1917 als jaar van aankoop van de buitenplaats wordt aangeduid) en liet deze in 1823 verbouwen. Sillem had de buitenplaats gekocht van de Haarlemse koopman Albertus Hodgson jr. De verbouwingsopdracht vertrouwde Sillem toe aan architect, landschapsarchitect en stedenbouwkundige Jan David Zocher jr. en gaf Zocher de opdracht om Spaarnhove als landschapspark in te richten. Daarbij ontwierp Zocher in 1823 een monumentaal neoclassicistisch landhuis.
Men beschouwde de buitenplaats van Sillem als een der voornamere buitenverblijven in de omgeving van Haarlem. De naam van het landgoed wordt soms geschreven als 'Spaar en Hove', 'Sparenhoven', 'Sparen Hoven', 'Spaarnhove', 'Spaarenhoven' en soms als 'Spaarnhoven'. De bewoners van Schoten noemden de buitenplaats ook wel 'De Plaats van Sillem'. Het landgoed met het statige huis bestaan niet meer; waar eens de buitenplaats lag bevindt zich tegenwoordig het stadsdeel Haarlem-Noord. Op de plek waar vroeger de Sillem's buiten stond is vóór de Tweede Wereldoorlog in de Spaarnhovenstraat een huizenblok gebouwd in de stijl van de Amsterdamse School. In voornoemde wijk houden de Sillemstraat en de Spaarnhovenstraat de herinnering levend aan respectievelijk de bewoner Jérome Sillem en het buitenverblijf. De ligging van het door Sillem bewoonde huis kan men nog ongeveer terugvinden: het buitenhuis 'Spaarnhoven' heeft gelegen op de tegenwoordige hoek Rijksstraatweg/Spaarnhovenstraat te Haarlem.

## Carrière
Aangezien de vader van Jérome aan jicht leed en niet langer in staat was zijn werk te doen, de vader van zijn echtgenote Louise Maria Sillem-Mathiessen op 73-jarige leeftijd was gestorven én doordat zijn oom Johann Christoph Matthiessen door diens vele reizen vaak afwezig was, stond Jérome Sillem reeds op 19-jarige leeftijd aan het hoofd van de bovengenoemde omvangrijke bankiersfirma 'Matthiessen, Sillem en Co'.  Daarna leidde hij samen met Christian Daniel Benecke het Hamburgse handelshuis Sillem, Benecke & Co. Hij trad al snel nader in verbinding met het bankiershuis Hope & Co., gevestigd te Amsterdam, aan het hoofd waarvan toentertijd Pierre César Labouchère stond, met wie Jérome goed bevriend was. Hope & Co. had na het binnentrekken van de Franse generaal Jean-Charles Pichegru in Nederland zijn enorme goederenvoorraden uit de verschillende Hollandse koloniën voor verkoop naar Hamburg gezonden. Sillem had met succes een deel van de verkoop op zich genomen. De in Noorwegen geboren Duitse filosoof, wetenschapper en dichter Heinrich Steffens (1773-1845), die zich in 1803 in Hamburg ophield, schreef: “De gesprekken met Sillem, die de handelsverhoudingen van de wereld uitstekend overzag en zich graag daarover uitte, gunden mij een blik in het inwendige van de wereldhandel. Ik bewonderde met welk gemak deze ontwikkelde man zich over ingewikkelde handelsverhoudingen tegenover de leek duidelijk en begrijpelijk wist te uiten”.
In 1810 bezetten Napoleontische troepen onder andere de stad Hamburg. Als gevolg daarvan zakte de import- en exporthandel ineen. Veel kooplieden gingen bankroet. De inlijving van Hamburg bij het keizerrijk Frankrijk en de handelsblokkade brachten Sillem er ten slotte toe deze stad te verlaten en naar Sint Petersburg te verhuizen om daar zijn kapitaal veilig te stellen. Hij was dit al langer van plan maar zijn genegenheid voor zijn geboortestad Hamburg had hem deze beslissing steeds doen uitstellen. In 1812 bracht Jérome zijn kapitaal eindelijk over naar Sint-Petersburg. Ook zijn vrouw Wilhelmine Büsch-Sillem en hun vijf dochters verhuisden mee. Zijn vier zonen had hij toevertrouwd aan de goede zorgen van zijn zwager en schoonzuster die in Hamburg bleven wonen. Sillem, die al eerder met het Russische hof in verbinding stond, vertegenwoordigde te Sint Petersburg de firma Hope & Co. gevestigd te Amsterdam (een relatie die hij tijdens zijn Hamburgse jaren had opgedaan) en verzorgde voor hen de kapitalisatie van de tijdens de oorlogsjaren achterstallig gebleven rente van de door Hope en Co. afgesloten Russische leningen aan de tsaar. Tevens was hij financieel adviseur van de tsaar.
Nieuws over de ondergang van Napoleons rijk bereikte Sillem in Sint-Petersburg. Blijkbaar had Sillem als correspondent te Rusland goed voldaan bij de firma Hope & Co., want hij kreeg een hoogst aantrekkelijk aanbod: de functie van hoofdaandeelhouder van de bankiersfirma Hope & Co., het Londense bankiershuis Baring Brothers & Co., bood hem aan om firmant te worden van de firma Hope & Co. alsmede om één derde van het totale bankkapitaal van Hope & Co. over te nemen en om het beheer van de bank op zich te nemen.
Sillem ging in op het aanbod. Zijn medefirmanten waren onder anderen Alexander van der Hoop en de reeds eerder genoemde Pierre César Labouchère.
In 1815 trok Jérome Sillem met zijn talrijke gezin naar Amsterdam, terwijl Christian Daniel Benecke, de latere (en laatste koopmans-) burgemeester van Hamburg, aan de leiding kwam te staan van het Hamburgse bankiershuis 'Sillem, Benecke & Co.'.
Sillem werd de leidende figuur in de firma Hope & Co. en onderhield reeds spoedig een drukke correspondentie met vele buitenlandse handels- en bankiershuizen alsook met de correspondenten van het bedrijf binnen en buiten het nieuwe Nederlandse koninkrijk.
De oude firma bloeide onder zijn leiding weer op, getuige de gunstige indruk die het bankiershuis Van Eeghen had toen het een aantal handelshuizen opsomde voor een buitenlandse relatie met daarbij een commentaar. Over Hope & Co.: '… est toujours une des premières maisons de cette ville. Depuis l'entrée de Monsieur S(illem) ses affaires, qui n'étoient plus de cette étendue supérieurement majeures qu'elles l'étoient jadis, se sont ranimées'. Trouwens, ook over de Hamburgse firma Matthiessen, Sillem & Co. gaf de firma Van Eeghen goede referenties.
Met toewijding leidde de begaafde financieel expert Sillem de firma; Hope & Co. groeide uit tot een der beduidende banken in Europa. Ook nam Hope & Co. samen met Baring Brothers en het Parijse Hottinguer flink deel in staatsleningen. Alexander Baring, later de eerste Lord Ashburton, een man die zeker een waardig oordeel over Sillem kon vellen, noemde hem de beste koopman die hij ooit had gekend, omdat hij een voorzichtige uitvoering combineerde met plannen die van durf getuigden.

## Jérome Sillem's kinderen (selectie)

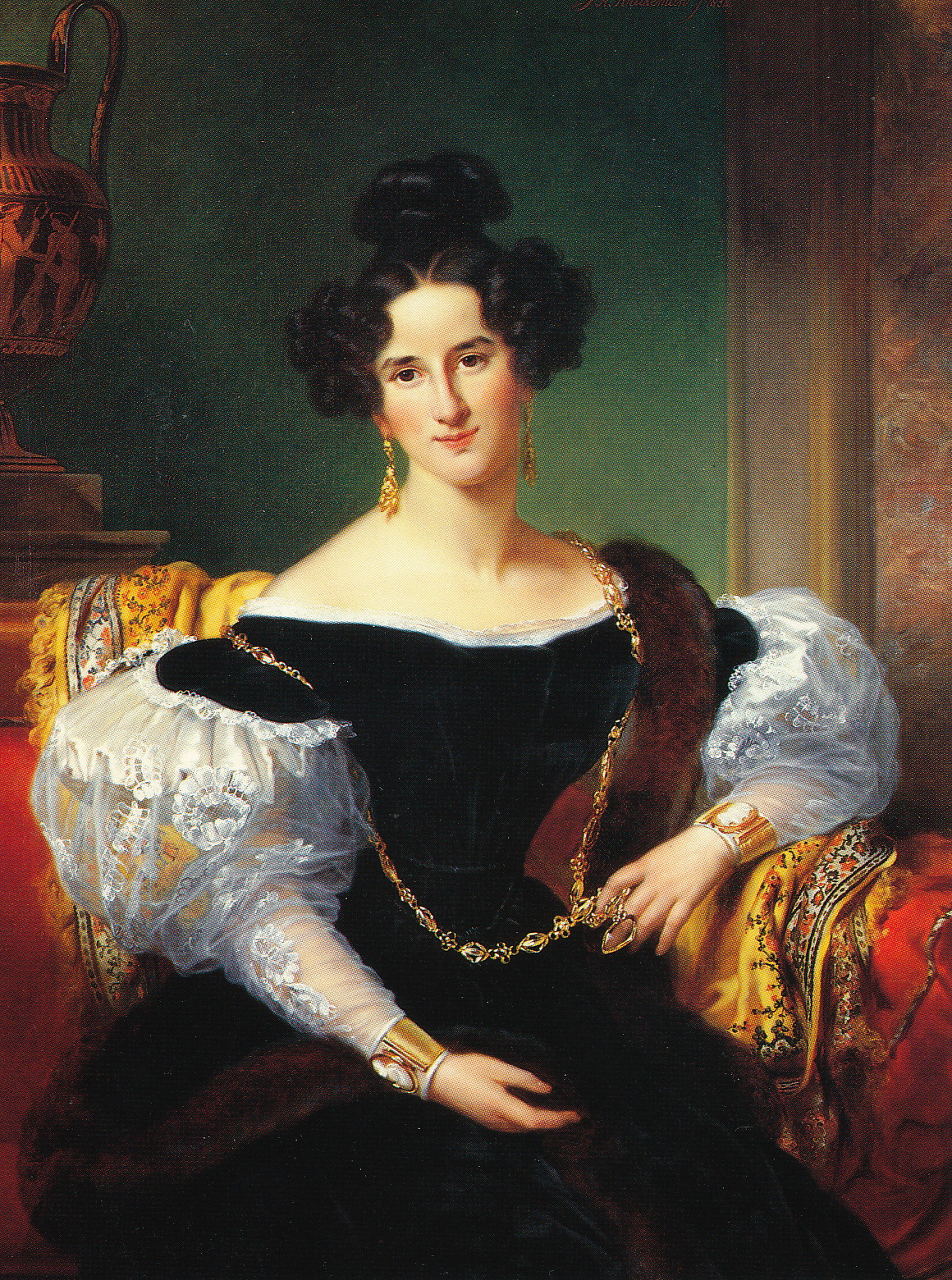
Olga Emilie Sillem

### Olga Emilie Sillem
Jérome's dochter Olga Emilie Sillem (Sint-Petersburg, 28 september 1814 - Amsterdam, 18 januari 1899) trouwde op zestienjarige leeftijd op 20 april 1831 te Amsterdam in de Lutherse kerk met Johannes (zich noemende Jan) Borski (Amsterdam, 3 juni 1807 - aldaar, 25 april 1891), gedurende zijn werkzame leven bankier en voorzitter van de Raad van Administratie van de Hollandsche IJzeren Spoorweg-Maatschappij (H.IJ.S.M). Hij was de jongste zoon van de bekende en gefortuneerde bankier en makelaar in fondsen Willem Borski en diens echtgenote Johanna Jacoba van de Velde, beter bekend als Johanna Borski. De ouders van Jan Borski woonden aan de Keizersgracht te Amsterdam. Olga Emilie heeft veel betekend voor de Lutherse gemeenschap in Amsterdam; dankzij het fortuin van haar echtgenoot kon Olga Emilie Borski-Sillem met haar eigen fortuin veel goeds doen voor de gemeenschap. Onder andere financierde zij mede de totstandkoming van het statige ziekenhuis met ongeveer 100 bedden: de Lutherse Diakonessen Inrichting te Amsterdam aan de Koninginneweg 1 hoek Van Eeghenstraat aldaar. De bijdrage van Olga Emilie Sillem ter hoogte van 100.000 gulden was bedoeld voor het gedeelte van de inrichting waar de ongeneeslijk zieken zouden verblijven.
Voorts deed zij een aparte schenking van 30.000 gulden aan bovengenoemde inrichting en kocht zij samen met haar echtgenoot Johannes (Jan) Borski het eerste 'moederhuis' voor deze inrichting aan de Bloemgracht 65 in april 1890. Later werd dit eerste moederhuis aan de Bloemgracht verkocht voor het bedrag van 18.000 gulden om de vestiging van het nieuwe moederhuis van de Lutherse Diakonessen Inrichting aan de Koninginneweg nr. 1 verder te financieren. In haar testament liet zij nog eens 500.000 gulden na aan de Lutherse Diakonessen Inrichting.
Het hiernaast getoonde portret van Olga Emilie Borski-Sillem werd geschilderd door Jan Adam Kruseman (1804-1862). Uit de kasboeken van de schilder blijkt dat Olga's vader Jérome de schilder in 1832 de opdracht gaf tot het schilderen van twee van zijn dochters: Olga Emilie en Nadäscha Amalia (1813-1899). De portretten werden na Jérome Sillem's overlijden respectievelijk in juni en augustus 1834 afgeleverd en kostten vijfhonderd gulden per stuk. Het portret van Olga Emilie bevindt zich in het Centraal Museum Utrecht, in permanente bruikleen. Het portret is in het bezit van de Rijksdienst voor het Cultureel Erfgoed, sector Kunstcollecties te Rijswijk.
Waar het portret van Nadäscha Amalia zich bevindt is vooralsnog onbekend.
Het is niet duidelijk wie voor de schilderijen heeft betaald, doordat ze zijn afgeleverd in 1834, na Jérome's overlijden in 1833.
Jérome Sillem liet twee portretten van zijn dochter Louise Luden-Sillem, later Melvil-Sillem vervaardigen; een portret vervaardigd door de schilder Nicolaas Pieneman en een ander portret, rond 1830, door de schilder Franciscus Josephus Kinsoen (zich ook wel Francois Joseph Kinson noemende) (Brugge 28 febr. 1771 - aldaar 18 okt. 1839). Dit laatste portret bevindt zich in de collectie van de Rijksdienst voor het Cultureel Erfgoed, sector Kunstcollecties te Rijswijk.
Olga Emilie Borski-Sillem was zelf amateurschilderes. Een favoriete bezigheid voor haar was het schilderen van honden. Eén schilderij van haar met daarop afgebeeld een hazewindhond bevindt zich in de collectie van de Rijksdienst voor het Cultureel Erfgoed onder catalogus-nummer C351.
Olga Emilie en haar echtgenoot Jan Borski bezaten naast hun huis te Amsterdam de buitenplaats Hartenlust aan de Vijverweg 18 te Bloemendaal (Noord-Holland).
Hartenlust: Het woord en de naam van het oorspronkelijke buiten 'Hartenlust' is afgeleid van het woord 'Hertenlust'. Deze buitenplaats behoorde in vroeger tijden tot naar men zei de mooiste en 'schoonste' buitens van Bloemendaal en werd sinds 1631 voornamelijk bewoond door Haarlemse en Amsterdamse patriciërs. De eerste eigenaar van 'Hartenlust' was Samuël Gilles die het huis permanent bewoonde en er waarschijnlijk ook de in zijn testament genoemde naam Hartenlust aangaf. Het buiten omvatte toen een schitterende waterpartij, een heuse hertenkamp, met een hertenhuis en een vinkenbaan. Cornelis Isaac van Vliet, die in 1824 in het bezit kwam van het buiten, liet het park rondom de hofstede opnieuw aanleggen door de landelijk bekende Haarlemse architect J.D. Zocher jr. Toen in 1847 het echtpaar Borski-Sillem belangstelling kreeg voor het landgoed werd besloten dat de oorspronkelijke 18e-eeuwse hofstede niet voldeed aan de wensen van de tijd; het huis was bouwvallig en werd te klein bevonden. Het toevoegen van een tweede verdieping om de omvang van het huis te vergroten was destijds niet aan de orde omdat de fundering van het huis het extra gewicht niet zou kunnen dragen. Besloten werd daarom om in 1847 over te gaan tot sloop van de monumentale hofstede en deze te vervangen door een luxueuze nieuwe villa van aanmerkelijk grotere omvang. De opdracht deze villa te bouwen viel de architect Martinus Gerardus Tétar van Elven (Amsterdam, 20 januari 1803 - Oirschot, 30 mei 1882) ten deel. Deze villa aan de Vijverweg 18 te Bloemendaal werd in 1848 opgeleverd. In 1849 werd de buitenplaats verder uitgebreid met de overplaats van Sparrenheuvel, waarop toen al een tuinmanswoning, schuur, koepel en ijskelder stonden. De buitenplaats Hartenlust besloeg ruim 40 hectare.
Na het overlijden van Olga Emilie Borski-Sillem op 18 januari 1899 verkopen haar erfgenamen op 14 juli 1899 het complete landgoed voor 25.000 gulden aan de exploitanten in onroerende goederen, de heren C.G. van der Meulen en J.J. Luden. Tussen 1899 en 1915 werd het herenhuis met de hertenkamp, de oranjerie en een deel van het terrein met de vijver door Hotelmaatschappij Hartenlust geëxploiteerd als hotel. In 1916/17 werd deze kern van de buitenplaats onder Adriaan R. Laan weer als herenhuis bewoond. De gronden rondom de villa, eens behorend tot het landgoed 'Hartenlust', werden verkaveld voor de bouw van andere villa's alsmede de aanleg van wegen, waaronder de 'Vijverberg'. In 1917 werd weer een particuliere bewoner eigenaar van Hartenlust. In 1985 betrok het kantoor het PWN (Het kantoor van het Provinciale Waterbedrijf Noord-Holland) de villa. Nadien hebben verschillende bedrijven gebruikgemaakt van het huis en is het heden ten dage nog immer ingericht als bedrijfspand.
Na het overlijden in 1846 van Johanna Borski, de moeder van Jan Borski, kochten Jan en Olga Borski-Sillem in Amsterdam een statig herenhuis aan de Herengracht 477. Daarvoor bewoonden zij het herenhuis aan de Keizersgracht 698 te Amsterdam.
Te Bloemendaal stichtte het echtbaar Borski-Sillem een school: Een naai-, brei- en bewaarschooltje aan de Boslaan 26. Het schooltje werd opgericht onder auspiciën van de 'Borski Sillem Stichting' die kort daarvoor was opgericht op 27 december 1879. Het schooltje, een gebouw in sobere eclectische vormen in 1879 door aannemer L. Rouwens gerealiseerd, werd een jaar later in gebruik genomen. De school werd ook wel het 'Borski-Sillem Schooltje' genoemd en was bedoeld voor kinderen die nog te jong waren voor de lagere school. Ook oudere meisjes konden er naai- en breiles krijgen.

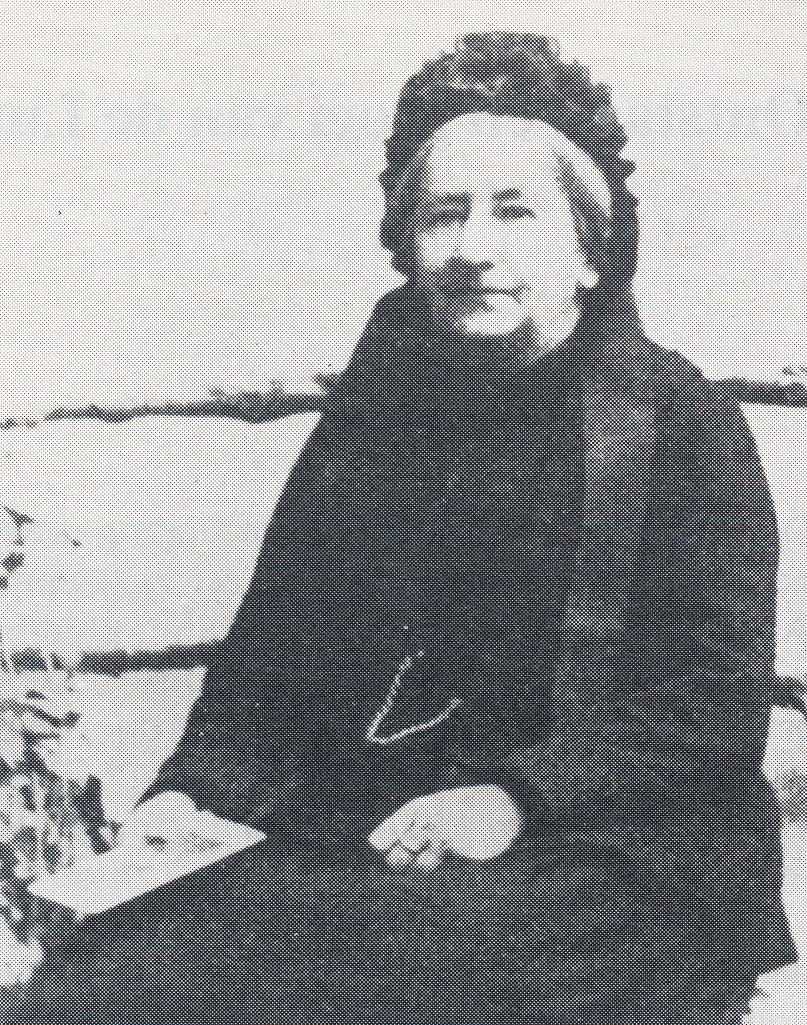
Olga Emilie Borski-Sillem op latere leeftijd (omstreeks 1890)

 De school heeft bijna een eeuw bestaan tot 1981. In dat jaar werd de Borski-Sillem kleuterschool ondergebracht bij de 'lagere Bos en Duinschool' aan de Zomerzorgerlaan te Bloemendaal. Het oorspronkelijke gebouw aan de Boslaan te Bloemendaal waarin het schooltje was gehuisvest staat er nog steeds; het is nu in gebruik genomen als woonhuis.
Ter gelegenheid van hun vijftigjarig huwelijk schonk het echtpaar Borski-Sillem de 17e-eeuwse dorpskerk te Bloemendaal een nieuw orgel. Tijdens de ingrijpende restauratie van de kerk in 1895 stelde het echtpaar de orangerie van hun buiten 'Hartenlust' beschikbaar voor kerkdiensten. Financiële steun voor de kerk kwam ook van de zijde van Cornelia van Wickevoort-Crommelin, bewoonster van het buiten 'Wildhoef' te Bloemendaal.
Op 25 april 1891 overleed Jan Borski in de woning aan de Herengracht 477. Hij was het laatste lid van de Nederlandse tak van het geslacht Borski en met zijn heengaan stierf de Nederlandse tak uit. Olga Emilie Borski-Sillem bleef tijdens de zomers met haar huisgenote mejuffrouw Warnsinck op Hartenlust wonen tot haar dood. Ze stierf te Amsterdam op 18 januari 1899. Kinderen waren er niet. Ook leefden er geen broers en zusters meer. De nalatenschap werd verdeeld over 24 personen; erfgenamen waren de neven en nichten van het echtpaar Borski-Sillem en dat waren er veel; de enorme nalatenschap ging onder anderen naar de kant van de Van der Vliets, de Van Loons en de Sillems. De inboedel van het herenhuis aan de Herengracht 477 en van de buitenplaats Hartenlust werd geveild in het veilinglokaal 'De Zon' door L. Gijselman aan het Singel te Amsterdam. Voor beide veilingen werd een gedrukte catalogus uitgegeven door bovengenoemd veilinghuis. Door middel van deze catalogus en de veiling zelf kreeg men een indruk hoe een grachtenhuis en een buitenhuis in de 19e eeuw waren ingericht.
Jan en Olga Emilie Borski-Sillem werden beiden begraven op begraafplaats Zorgvlied te Amsterdam. Zoals de Sillemstraat in Haarlem is vernoemd naar Jérome Sillem, de vader van Olga Emilie, zo is de Borskilaan te Bloemendaal vernoemd naar de familie Borski en doet de Hartenlustlaan te Bloemendaal de herinnering levendig houden aan het eens zo immens grote landgoed dat ooit 40 hectare grond besloeg.

### Carl en Wilhelm Sillem
De uit het huwelijk met Wilhelmine Büsch geboren zoons Carl en Wilhelm (respectievelijk de derde en de vierde zoon) kregen een opleiding voor de handel en het bankwezen en werden daartoe naar buitenlandse firma's uitgezonden. In Hamburg stichtte Sillem voor zijn zonen Carl en Wilhelm de firma Sillem & Co. Beiden verschafte hij een beginkapitaal van 1.000.000 Bancomark elk, hetgeen in de beurswereld als een buitengewoon hoog bedrag beschouwd werd. Zijn zoon Carl (1802-1876), de voorvader van alle in Duitsland wonende Sillems, was minder geschikt voor een functie als bankier; hij zou liever landbouwkundige zijn geworden. Zijn broer Wilhelm (1804-1885), die in de leer was bij Hope & Co., bleek meer kennis en ervaring in de zakenwereld te hebben. Echter, hij ontwikkelde zich tot een roekeloos speculant; zijn 'pronkstuk' werd kenbaar toen hij de Poolse regering een duizelingwekkend hoog krediet aanbood om de oogst van het jaar 1830 voor te financieren. De Polen gebruikten het geld echter voor een geheel ander doel: de financiering van een veldslag tegen de Russen in datzelfde jaar. Het tsarenrijk zegevierde en Sillem & Co. ging ten onder. Vader Sillem was zeer ontsteld door deze situatie; niet alleen vanwege het financiële verlies dat zijn zoon had geleden door slecht management, maar per slot van rekening was Sillem de hofbankier van de Russische tsaar.
Wilhelm Sillem leerde niet van de blunder die hij begaan had. Integendeel; hij ging verder in de hoop winst te maken door zijn speculaties. Hij verhuisde vervolgens met zijn grote familie naar Londen waar hij een betrekking vond bij de firma van zijn oom Hermann Sillem (Hamburg 9 april 1788 - Londen 8 nov. 1849). Hermann was een van de jongere broers van Jerôme. Hermann en zijn uit Kassel (Hessen) komende vrouw Wilhelmine Henriette Catharina Luise Waltz (1804 -1870) zijn de stichters van de Engelse tak van de familie Sillem. Wilhelm Sillem hield de betrekking in Londen voor slechts twee jaar. Daarna zocht hij zijn geluk in Mexico. Zijn zakenpartners aldaar verloren echter al snel het in hem gestelde vertrouwen na verdere verkeerd uitlopende speculaties. Zonder voorspoed keerde hij vier jaar later terug naar Hamburg. Gesteund door zijn welgestelde moeder begon hij met twee nieuwe projecten. In de binnenstad van Hamburg liet hij in de toenmalige Köningsstrasse (nu 'Poststrasse' geheten) zeventien huizen voor welgestelden bouwen. Negen jaar later had hij slechts negen van de zeventien huizen verkocht. Zijn broer Adolph Hieronymus Sillem (1811-1884) nam de resterende huizen over en bracht ze op de markt. Daarna liet Wilhelm Sillem Duitslands eerste glas-overdekte winkelpassage Sillem's Bazar bouwen gelegen aan Hamburgs imposante boulevard, de Jungfernstieg. In de toenmalige Königsstrasse liet Wilhelm Sillem ook het 'Hotel de Russie' bouwen op de plek waar voorheen het 'Hotel Alte stadt London' had gestaan. Het 'Hotel de Russie' stond in directe verbinding met 'Sillem's Bazar'. Het rijkere publiek reageerde aanvankelijk enthousiast op de nieuwe winkelpassage. Echter, door onbedachtzaam verkeerde inschattingen trok het welgestelde publiek zich geleidelijk aan terug. Al na veertig jaar werden het hotel en de passage gesloopt en kwamen nieuwe gebouwen daarvoor in de plaats. Beide projecten waren mislukt. De familie had aanzienlijke sommen geld verloren en liet de speculant onder curatele stellen. De familie verschafte Wilhelm een vast jaarinkomen en verzocht hem de stad te verlaten. Wilhelm begaf zich met vrouw en kinderen naar Genève waar hij de rest van zijn leven verbleef. Daar wijdde hij zich volledig aan de armenzorg. Zijn overgebleven vermogen deelde hij met de hulpbehoevenden. Men noemde hem 'vader der armen' en vernoemde zelfs een straat naar hem: De 'rue Sillem' die men nog steeds kan vinden, gelegen vlak bij het Meer van Genève. Zijn zoon Wilhem Sillem (1842-1904) werd landbouwkundige (het métier dat zijn oom Carl Sillem eigenlijk had willen beoefenen). De tijd was duidelijk aan het veranderen: men trad niet meer vanzelfsprekend in het voetspoor van de vader. Zoon Wilhelm emigreerde met zijn gezin naar Argentinië. Hij en zijn Zwitserse vrouw zijn de stichters van de Argentijnse tak van de familie Sillem.

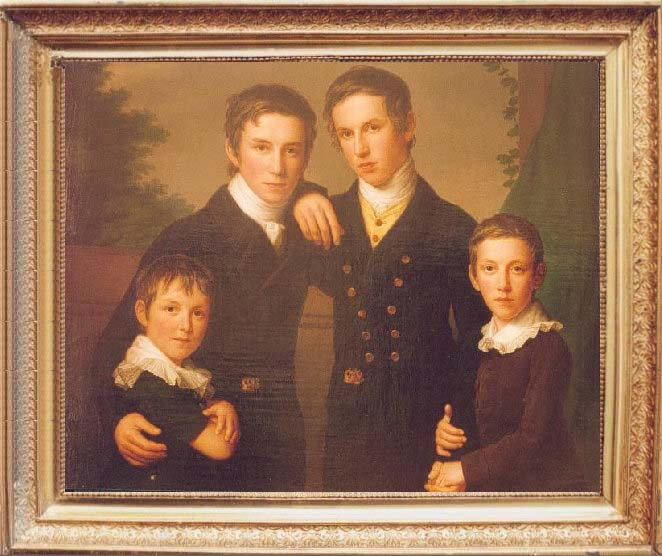
Vier zonen van Jérome Sillem. Van links naar rechts: Adolph, Wilhelm, Carl en Ernst (vader van Jérome Alexandre)

### Ernst Sillem
In het jaar van het overlijden van zijn vader volgde zijn zoon Ernst (Hamburg, 23 februari 1807 - Amsterdam, 8 februari 1861) hem op bij Hope & Co. als firmant te Amsterdam. Ernst, de derde zoon van Jérome Sillem, was reeds lid geworden van de firma en was gestationeerd te Riga, Letland waar hij ervaring opdeed bij een bevriend handelshuis. Te Riga had hij Henriëtte Hielbig leren kennen, de oudste dochter van Johann Gottlieb Hielbig, burgemeester te Riga, telg van een uit Duitsland afkomstig riddermatig geslacht, en van Henriëtte Susanna Wevell von Krüger. Kort na de dood van zijn vader trouwde Ernst te Riga met Henriëtte op 25 mei 1833. Ernsts zoon Jérome Alexandre zou later een belangrijke rol spelen in de Amsterdamse politiek en het publieke leven.
Na het overlijden van Ernst Sillem trad diens zoon Johann Gottlieb (1837-1896) als vennoot op bij Hope & Co., om later plaats te maken voor diens zoon Ernest (zich noemende Ernst) (1864-1919). De latere vennoot Balthazar Heldring was door zijn huwelijk met Olga Sophie Sillem (1844-1876) en later na het overlijden van zijn vrouw door het huwelijk met haar zuster Anna Henriëtte Louise Sillem (1846-1914) (beiden zusters van de eerder genoemde Johann Gottlieb) gelieerd aan de familie Sillem.

### Adolph Hieronymus Sillem
Adolph Hieronymus (Hamburg, 30 oktober 1811 - Stuttgart, 24 november 1884), de vierde zoon van Jérome Sillem, stichtte ook een eigen handelshuis te Hamburg.

### Gustav Sillem
Jérome Sillems jongste zoon Gustav (Schoten, 13 juni 1816 - Kalangsarie (Krawang, op het eiland Java, onderdeel van het toenmalige Nederlands-Indië), 24 juni 1859) werd na zijn opleiding in Bremen koopman in het toenmalige Nederlands Indië. Gustav was de vijfde zoon en het jongste kind van Jérome Sillem.

### Wilhelmine Sillem
Wilhelmine Sillem (Hamburg 26 dec. 1798 - Parijs 6 nov. 1873) trouwde in 1823 met Jacques (ook wel James genoemd) Antoine Odier (geb. waarsch. Genève 1798 - Parijs 1863). Directeur Banque de France te Parijs. Hij was een broer van de eerste echtgenoot van de jongere zuster van Wilhelmine Sillem: Nadäscha Amalia Sillem (zie hieronder).

### Nadäscha Amalia Sillem
Nadäscha Amalia Sillem (St. Petersburg 6 maart 1813 - Parijs 18 aug. 1899) trouwde eerst in 1834 met Alfred Auguste Odier (geb. waarschijnlijk te Genève 27 jan. 1802 - gest. Parijs 12 febr. 1870), hoofdambtenaar rekenkamer te Parijs. Zoon van Antoine Odier en Susanne Elisabeth Boué. Daarna trouwde zij in 1873 te Parijs met Jean-Achille Benouville (Parijs 15 July 1815 – Parijs 8 Febr. 1891), kunstschilder aldaar.

### Henriette en Louise Sillem
Henriette Sillem (Hamburg 19 nov. 1805 - Amsterdam 17 dec. 1827) trouwde te Amsterdam op 14 dec. 1826 met Francis Melvil (Ridder in de Orde van de Nederlandse Leeuw, Commandeur in de Orde van de Eikenkroon) (Edinburgh 28 okt. 1802 - Amsterdam 10 mei 1869), bankier en consul-generaal van Groot-Brittannië en Ierland in Amsterdam. Hij was de zoon van Robert Melvil en Elizabeth Skurray. Henriette Melvil-Sillem zou slechts een jaar met Francis Melvil getrouwd zijn; ze stierf in haar 23ste levensjaar op 17 dec. 1827, amper twee maanden na de geboorte van haar dochter en enige kind Henriette Wilhelmine Elisabeth Melvil (Amsterdam 29 oct. 1827 - 's-Gravenhage 19 oct. 1876). Francis Melvil hertrouwde op 30 nov. 1854 te Amsterdam op 57-jarige leeftijd met Henriette Sillem's jongere zuster Louise Sillem (Hamburg 22 mei 1808 - Amsterdam 2 sept. 1896) die toen 31 jaar was. Louise Sillem was weduwe van Jacob Johannes Luden (Amsterdam 24 okt. 1793 - aldaar maart 1841) (inzegening huwelijk op 14 dec. 1926). J.J. Luden was koopman en zoon van Jacob Hendrik Luden en Susanna Anthonia Luden (de ouders van J.J. Luden waren neef en nicht). Louise Sillem nam de zorg en de opvoeding op zich van de dochter (Henriette Wilhelmine Elisabeth Melvil) van haar overleden zuster Henriette.
Op 9 aug. 1849 trouwde deze dochter (Henriette W.E. Melvil) te Amsterdam met Rutger Jan Schimmelpenninck van Nijenhuis (1821-1893).

## Laatste levensfase en overlijden van Jérome Sillem
Na het verlies van het hoge krediet door Wilhelm Sillem verleend aan de Poolse regering dat door laatstgenoemde partij werd misbruikt om een veldslag tegen de Russen te financieren, leefde Jérome Sillem nog slechts korte tijd. Hij stierf te Amsterdam op 19 april 1833, slechts 65 jaar oud.
Jérome Sillem en zijn vrouw Wilhelmine Sillem-Büsch werden beiden begraven op de Protestantse Familiebegraafplaats te Muiderberg. In hetzelfde graf liggen ook enkele andere leden van de familie Sillem.